# Олдфилд Томас
Мајкл Роџерс Олдфилд Томас (енгл. Michael Rogers Oldfield Thomas) је британски зоолог, који је описао око 2 хиљаде нових врста и подврста сисара.

## Биографија
Олдфилд Томас је рођен почетком 1858. у селу Милбрук у енглеској грофовији Бедфордшир. У Природњачком музеју у Лондону запослио се 1876, где је радио у администрацији, неколико година касније, 1878. године, пребачен је у одељење зоологије. Томас се 1891. оженио богатом наследницом, која му је омогућила да ради са колекционарима сисара и да излаже њихове примерке у музеју. Он је и сам вршио теренска истраживања у Западној Европи и Јужној Америци. Његова жена је делила његово интересовање за природу и ишла је са њим на истраживачка путовања. Томас је извршио самоубиство 1929, недуго након смрти своје супруге.